# Jean Des Urlis
Pour les articles homonymes, voir Des Urlis.
Jean Des Urlis (ou Desurlis ou De Surlis) est un acteur français né vers 1640 et mort après 1707.
Des Urlis débute en 1660 dans la troupe de Rosidor. Un an plus tard, il épouse à Paris Madeleine Hazard, fille d'un comédien de l'Hôtel de Bourgogne. Il joue à Bruxelles et à Gand en 1662 et 1663 avec la troupe du roi d'Angleterre, puis entre au Théâtre du Marais en 1667, qu'il quitte en 1672. Il joue alors à Marseille, Bordeaux et Avignon.
De 1683 à 1688, on le retrouve à La Haye, Bruxelles et Londres dans la troupe du prince d'Orange. Après être retourné en Hollande, Des Urlis passe en Pologne avec la troupe de Fonpré. On perd sa trace à Mons en 1707.
Ses quatre sœurs furent aussi comédiennes :
- Catherine (vers 1627-1679)
- Étiennette (1629-1713), épouse du comédien Brécourt
- Madeleine (1631-après 1713), épouse du comédien Claude Jannequin, dit Rochefort
- Élisabeth (164?-après 1724), seconde épouse du comédien Charles de La Haze, dit Romainville